# Heribert Weber
Heribert Weber   (Pöls, 28 de juny de 1955) és un exfutbolista austríac de la dècada de 1980 i entrenador.
Fou 68 cops internacional amb la selecció austríaca amb la qual participà en la Copa del Món de futbol de 1978 i a la Copa del Món de futbol de 1982.
Pel que fa a clubs, defensà els colors de Sturm Graz, Rapid Viena i SV Salzburg.

## Palmarès
Jugador
- Lliga austríaca de futbol (5):
  - 1982, 1983, 1987, 1988, 1994
- Copa austríaca de futbol (1):
  - 1983, 1984, 1985, 1987

Entrenador
- Lliga austríaca de futbol (1):
  - 1997